# أليكس بروستر
أليكس بروستر (بالإنجليزية: Alex Brewster)‏ هو لاعب اتحاد الرغبي بريطاني، ولد في 3 مايو 1954 في ديشمونت في المملكة المتحدة.

## وصلات خارجية
- أليكس بروستر عل موقع إسبنسكروم (الإنجليزية)